# Kostanjevica na Krki
Pour le monastère franciscain à Nova Gorica, voir Kostanjevica (Görz).
Kostanjevica na Krki (que l'on pourrait traduire par « Kostanjevica sur Krka » ; en allemand : Landstraß an der Gurk) est une commune du sud de la Slovénie située non loin de la frontiére croate. La ville historique est connue pour la grotte de Kostanjevica qui attire de nombreux touristes. Elle a accueilli dans le passé une abbaye cistercienne fondée en 1234. 

## Géographie
La commune se trouve au sud-est de la région historique de Basse-Carniole. Elle est située dans les plaines le long la rivière Krka au pied du massif de Gorjanci, la partie septentrionale des Alpes dinariques, qui forme la frontière avec la Croatie. La partie la plus ancienne de la localité est située sur une petite île créée artificiellement sur un méandre de la rivière. 
La commune de Kostanjevica na Krki a été formée en 2007.

## Histoire

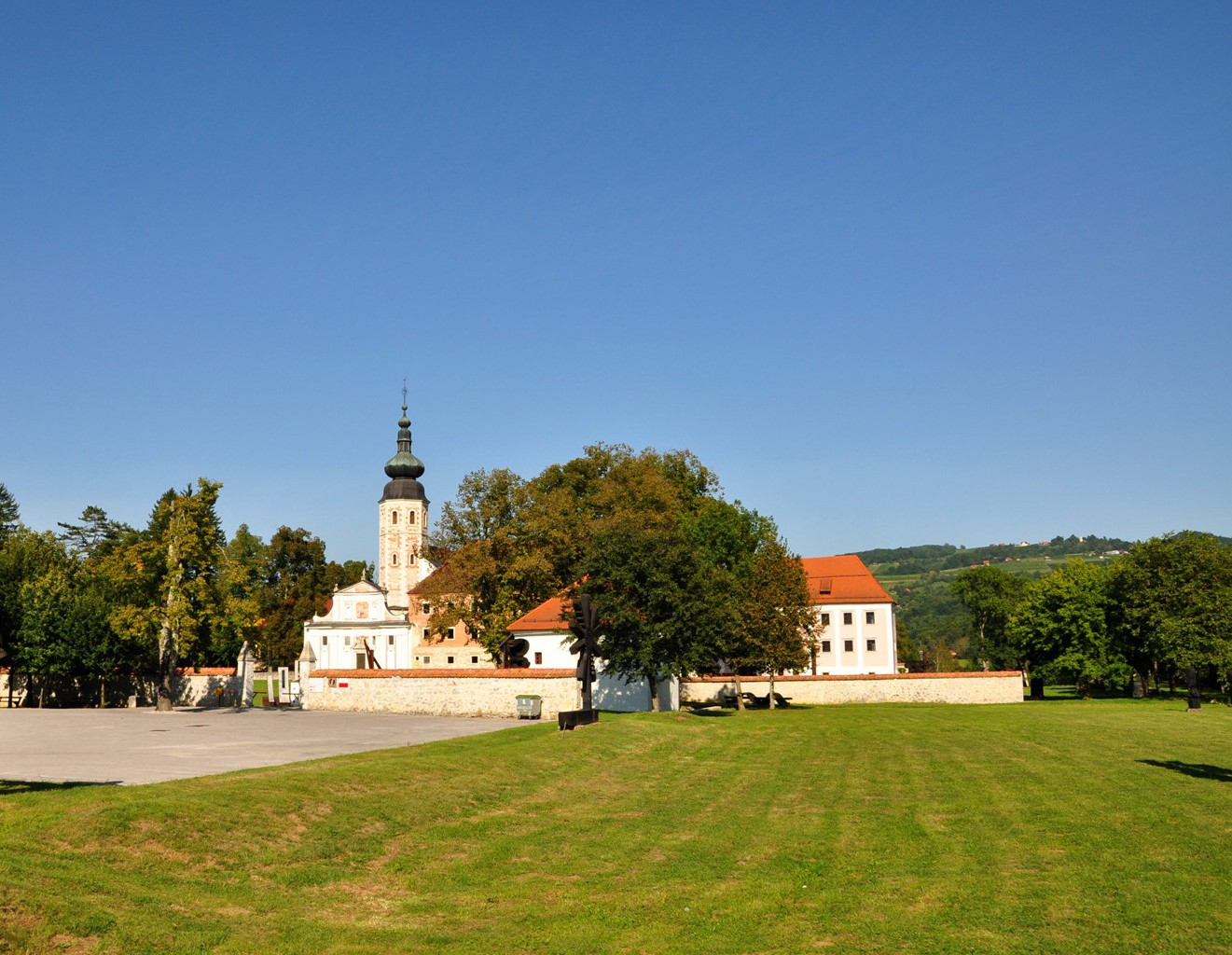
L'abbaye de Kostanjevica.

L'origine de la ville remonte au début du XIIe siècle, à l'époque où dans la marche de Carniole, nominalement sous la suprématie des patriarches d'Aquilée, plusieurs dynasties luttaient les uns contre les autres pour asseoir leur domination sur la région. 
L'établissement sur les rives de la Krka fut établi par la maison rhénane de Sponheim, ducs de Carinthie depuis 1122. Le monastère cistercien Fons Sanctae Mariae (en allemand : Mariabrunn) est fondée en 1234, sous l'impulsion du duc Bernard de Carinthie, comme une filiale de l'abbaye de Viktring. Kostanjevica a été mentionnée comme une ville en 1252. 
Élevé au rang de duché en 1365, la Carniole faisait pendant des siècles une partie intégrante de l'Autriche intérieure au sein de la monarchie des Habsbourg. Le couvent de Kostanjevica fut supprimé à l'ère du Josephisme en 1785 ; dévasté pendant la Seconde Guerre mondiale, il a été reconstruit et abrite actuellement un musée d'art moderne consacré au peintre Božidar Jakac.

## Démographie
Sur la période 2007 - 2021, la population de la commune de Kostanjevica na Krki est restée stable, aux alentours de 2 500 habitants,.
Évolution démographique
| 2007  | 2008  | 2009  | 2010  | 2011  | 2012  | 2013  | 2014  | 2015  |
| ----- | ----- | ----- | ----- | ----- | ----- | ----- | ----- | ----- |
| 2 465 | 2 480 | 2 413 | 2 421 | 2 404 | 2 413 | 2 416 | 2 399 | 2 455 |
| 2016  | 2017  | 2018  | 2019  | 2020  | 2021  |       |       |       |
| 2 419 | 2 425 | 2 437 | 2 450 | 2 432 | 2 446 |       |       |       |